# Montendre
Montendre je naselje in občina v zahodnem francoskem departmaju Charente-Maritime regije Poitou-Charentes. Leta 2006 je naselje imelo 3.140 prebivalcev.

## Geografija
Kraj se nahaja v pokrajini Saintonge 59 km južno od njenega središča Saintes.

## Uprava
Montendre je sedež istoimenskega kantona, v katerega so poleg njegove vključene še občine Bran, Chamouillac, Chartuzac, Corignac, Coux, Expiremont, Jussas, Messac, Pommiers-Moulons, Rouffignac, Souméras, Sousmoulins, Tugéras-Saint-Maurice in Vanzac s 6.452 prebivalci.
Kanton Montendre je sestavni del okrožja Jonzac.

## Zanimivosti
- grad Château de Montendre, postavljen v 9. stoletju na mestu nekdanjega rimskega oppiduma, povečan v 12., prenovljen v 15. stoletju; danes se v ohranjenem stolpu nahaja muzej Musée d'Art et Traditions Populaires de Montendre.

## Pobratena mesta
- Onda (Valencia, Španija),
- Sulz am Neckar (Baden-Württemberg, Nemčija).